# Hanim Abrahams
Pour les articles homonymes, voir Abrahams.
Hanim Abrahams, née le 10 mars 2002 au Cap, est une nageuse sud-africaine. 

## Carrière
Hanim Abrahams obtient la médaille d'argent des 50, 100 et 200 mètres brasse aux Championnats d'Afrique de natation 2016 à Bloemfontein.